# Chrysis rutiliventris
Chrysis rutiliventris är en stekelart. Chrysis rutiliventris ingår i släktet Chrysis, och familjen guldsteklar. Arten har ej påträffats i Sverige.